# Heterodoxe economie
Heterodoxe economie is de verzamelnaam voor die scholen van de economie die niet behoren tot, of tegenstanders zijn van, de orthodoxe of 'mainstream' economische theorie. Dat is heden ten dage de neoklassieke economie. Hiertoe behoort een breed scala aan verschillende theorieën of methodologieën, die niet noodzakelijkerwijs iets onderling gemeen hebben, zoals ecologische economie, Marxistische economie, de Oostenrijkse school, institutionele economie, feministische economie en complexiteitseconomie. Ook theorieën die vrijwel niet meer gangbaar zijn in academische economie, maar dat vroeger wel waren, kunnen als heterodoxe economie worden gezien, zoals georgisme.
Heterodoxe economie komt vaak voort uit een weerstand tegen de politieke implicaties van neoklassieke economie, in het bijzonder de associatie van deze economische methodologie met het verdedigen van een politiek beleid van laissez-faire of in elk geval bestaande economische verhoudingen; een risico dat ook door voorstanders van neoklassieke methodologie zoals Frank Hahn wordt erkend. Het bezwaar uit zich echter ook vaak (tevens) in methodologische kwesties. Strijdpunten zijn dan onder andere aannames van de neoklassieke economie zoals methodologisch individualisme, equilibriumeconomie en bepaalde opvattingen van rationaliteit, evenals normatieve aspecten van welvaartseconomie. Ten slotte is de mathematisering van de orthodoxe economie gedurende de loop van de 20e eeuw een terugkerend onderwerp van discussie. Het is echter belangrijk om heterodoxe economie te onderscheiden van algemene kritiek op bepaalde ideologieën in economie als discipline, zoals weerstand tegen interventies in de vrije markt. Dergelijke kritiek vindt ook veelal binnen neoklassieke economie plaats.
Naar schatting behoort 20% van alle professionele economen tot een heterodoxe school.

## Belangrijke heterodoxe economen
- Michael Albert
- Ha-Joon Chang
- Herman Daly
- Henry George
- Nicholas Georgescu-Roegen
- Robin Hahnel
- Michał Kalecki
- Stephanie Kelton
- Karl Marx
- Mariana Mazzucato
- Hyman Minsky
- Kate Raworth
- Jeremy Rifkin
- Joan Robinson
- Dani Rodrik
- Murray Rothbard
- Joseph Schumpeter
- Anwar Shaikh
- Piero Sraffa
- Yanis Varoufakis
- Thorstein Veblen